# 自由の鐘 (行進曲)
『自由の鐘』（じゆうのかね、英語: The Liberty Bell）は、アメリカ合衆国の作曲家ジョン・フィリップ・スーザが1893年に発表した行進曲。現在も吹奏楽で演奏されることの多い、スーザの代表曲のひとつである。

## 概説

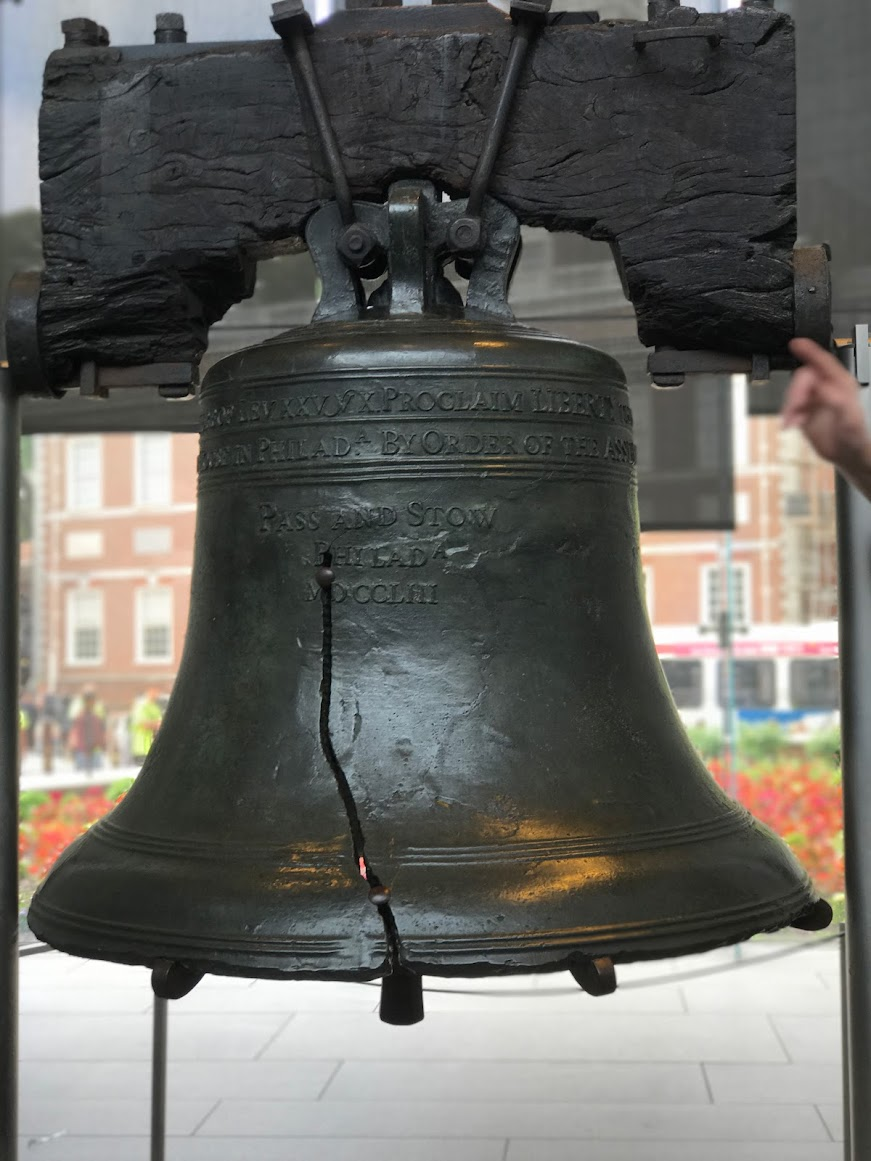
自由の鐘

スーザは『悪魔の代理人』(Devil's Deputy)というオペレッタのために行進曲を書いていたが、契約が成立せずに中断された。その後スーザの楽団の管理者のひとりであるジョージ・フレデリック・ヒントンとともにシカゴで「アメリカ」という題のシカゴ万国博覧会の出し物を見た時に背景に自由の鐘が描かれていたことから、ヒントンは新しい曲の名前を『自由の鐘』にすることを勧めた。偶然にも翌日スーザが妻から受けとった手紙に、自由の鐘が米国各地で展示された後にフィラデルフィアにかえってきたことを祝うパレードで息子が行進したことが記されていたため、曲名を『自由の鐘』に決めた。
この頃、スーザは印税を渡さない出版社のハリー・コールマンと手を切り、シンシナティのジョン・チャーチ・カンパニーから出版するようになった。『自由の鐘』はジョン・チャーチから出版された最初のスーザの行進曲だった。『雷神』、『忠誠』、『ワシントン・ポスト』が各35ドルしか得られなかったのに対して、『自由の鐘』は7年足らずで4万ドルを越える収入をスーザにもたらした。
曲はヘ長調8分の6拍子で、通常の行進曲の形式を取るが、トリオ部分の途中のフォルテッシモになったところで自由の鐘を象徴するチャイムが鳴らされる。第二次世界大戦中に建造されたリバティ船ジョン・フィリップ・スーザ号 (SS John Philip Sousa) の鐘を使った海兵隊楽団による演奏がある。演奏によっては異なる箇所で鐘がならされることがある。

## 使用
1969年-1974年、英国放送協会（BBC） が製作・放送したテレビコメディ番組『空飛ぶモンティ・パイソン』のオープニング曲に用いられたことで広く知られている。演奏はグレナディアガーズ軍楽隊によるものを使用している。
680x0時代のMacintoshでよく使われた、フリーウェアのアンチウイルスソフトウェアである『Disinfectant』で使われていた。
日本では三重テレビナイターの初代オープニング曲だった。2018年から、味の素Cook DoシリーズのCM曲として使用されている。また2019年夏にはサントリーより、南海キャンディーズを使ったビールの新CM「オールフリー」で使用された。